# Condover Hall
Condover Hall est un élégant bâtiment en grès élisabéthain de trois étages classé Grade I, décrit comme le plus grand manoir du Shropshire, situé dans une zone de conservation à la périphérie du village de Condover, dans le Shropshire, en Angleterre, à quatre miles au sud du chef-lieu de Shrewsbury.
Manoir royal à l'époque anglo-saxonne, jusqu'au XVIe siècle, Condover Manor est dans et hors de la tenure de la Couronne. En 1586, il est acheté par Thomas Owen, député et recorder de Shrewsbury, à la famille de l'ancien propriétaire, Henry Vynar, un marchand londonien décédé en 1585. Owen a eu un bail du manoir à partir de 1578 et a été en procès avec la famille .
Depuis plus de soixante ans à partir de 1946, le manoir est un pensionnat, d'abord pour les enfants aveugles quand ils appartiennent à la RNIB et, plus récemment propriété privée comme une école pour enfants autistes. L'école et le collège ont tous deux fermé en 2009.

## Construction
Owen meurt en 1598 avant l'achèvement de la nouvelle maison et son concepteur reste un sujet de débat. Les comptes de construction indiquent qu'un John Richmond d'Acton Reynald est le maître maçon d'origine, mais en 1591, Walter Hancock a repris le poste. Lawrence Shipway, le constructeur du deuxième Shire Hall (pas actuel) à Stafford, semble également avoir eu une contribution majeure à la conception du bâtiment. La preuve la plus convaincante se trouve dans les dessins du musée Sir John Soane qui semblent prouver que la maison a été conçue par l'influent architecte élisabéthain John Thorpe au début des années 1590.
Construit en grès rose, extrait à proximité de Berriewood, Condover Hall possède des pièces typiques de l'époque élisabéthaine au rez-de-chaussée éclairées par de hautes fenêtres à meneaux réguliers et à double imposte. Il y a de belles cheminées, des pignons et un bon exemple de frise à croisillons. Le terrain est aménagé dans le style formel du XVIIe siècle avec des haies d'ifs en boîte et des terrasses à balustres en grès décorées de vases en terre cuite à l'italienne.

## Histoire
Propriété de la famille Owen jusqu'en 1863, la maison passe ensuite à la famille Cholmondeley, et la romancière Mary Cholmondeley (en) (1859–1925) vit dans le manoir pendant quelques mois en 1896 avant de déménager à Londres . Son oncle, Reginald Cholmondeley (1826–1896), est propriétaire de la maison lors de la visite de l'écrivain américain Mark Twain (1835–1910) en 1873 et 1879 . La maison et le domaine sont vendus par la famille en 1897 à Edward Brocklehurst Fielden, qui les revend en 1926 .
En 1930, une locomotive à vapeur Great Western Railway Hall Class 4900, n ° 4915 avec une configuration 4-6-0, est nommée Condover Hall, restant en service régulier jusqu'en 1965. Dans les années 1980, Hornby Toys publie une réplique de jouet électrique du moteur. Le train utilisé dans les films Harry Potter comme le Poudlard Express est une locomotive de classe Hall identique. Le 21 août 1994, la classe 47/7 en livrée de Rail Express Systems, n ° 47784, a été nommée Condover Hall lors de la journée portes ouvertes de Crewe Basford Hall Yard.
Entre août 1942 et juin 1945, la maison est réquisitionnée par le War Office et mise en service en tant que mess des officiers pour la RAF Condover à proximité.

## Pensionnats
En 1946, la maison est achetée à son propriétaire de l'époque, William Abbey, par le RNIB et exploitée sous le nom de Condover Hall School for the Blind  un établissement résidentiel pour les enfants âgés de 5 à 18 ans. Le RNIB construit une piscine chauffée couverte à l'usage des élèves. La maison est vendue en 2005 au Priory Group, qui ouvre un pensionnat pour enfants autistes et un collège pour jeunes Asperger. L'installation ouvre ses portes en 2006, mais en 2008, la fermeture des deux sites est annoncée . L'école Condover Horizon ferme ses portes en janvier 2009 et le Farleigh College Condover ferme le 23 juillet 2009.
Le manoir a fait l'objet d'un programme de rénovation de plusieurs millions de livres pour en faire un centre d'activités résidentielles bien équipé. Les activités proposées vont du tir à l'arc, de la descente en rappel à un labyrinthe laser et un studio de danse.